# Kričke (żupania szybenicko-knińska)
Kričke – wieś w Chorwacji, w żupanii szybenicko-knińskiej, w mieście Drniš. W 2011 roku liczyła 235 mieszkańców.